# بومة المستنقعات
بومة المستنقعات أو بومة البطائح أو بومة الكاب (الاسم العلمي: Asio capensis) هي بومة متوسطة إلى كبيرة الحجم، وهي أحد أفراد جنس البومات الأذناء (الاسم العلمي: Asio). تستوطن المناطق المفتوحة والرطبة حيث تتقصى أثر فرائسها وهي تعيش في عِدة أرجاء من قارة إفريقيا.

## التصنيف

### النُويعات
هناك ثلاثة نُويعات لبومة المستنقعات.
النُويعة الكاپيّة (A .c .capensis): توزيع مُتقطِع من سينيغامبيا إلى إثيوبيا وجنوب إفريقيا.
النُويعة الطَنجِيّة (A .c .tingitanus) : شمال غرب المغرب.
النُويعة الهوڤِيّة (A .c .hova) : المُستنقعات والأراضي العُشبية مدغشقر.

## الوصف

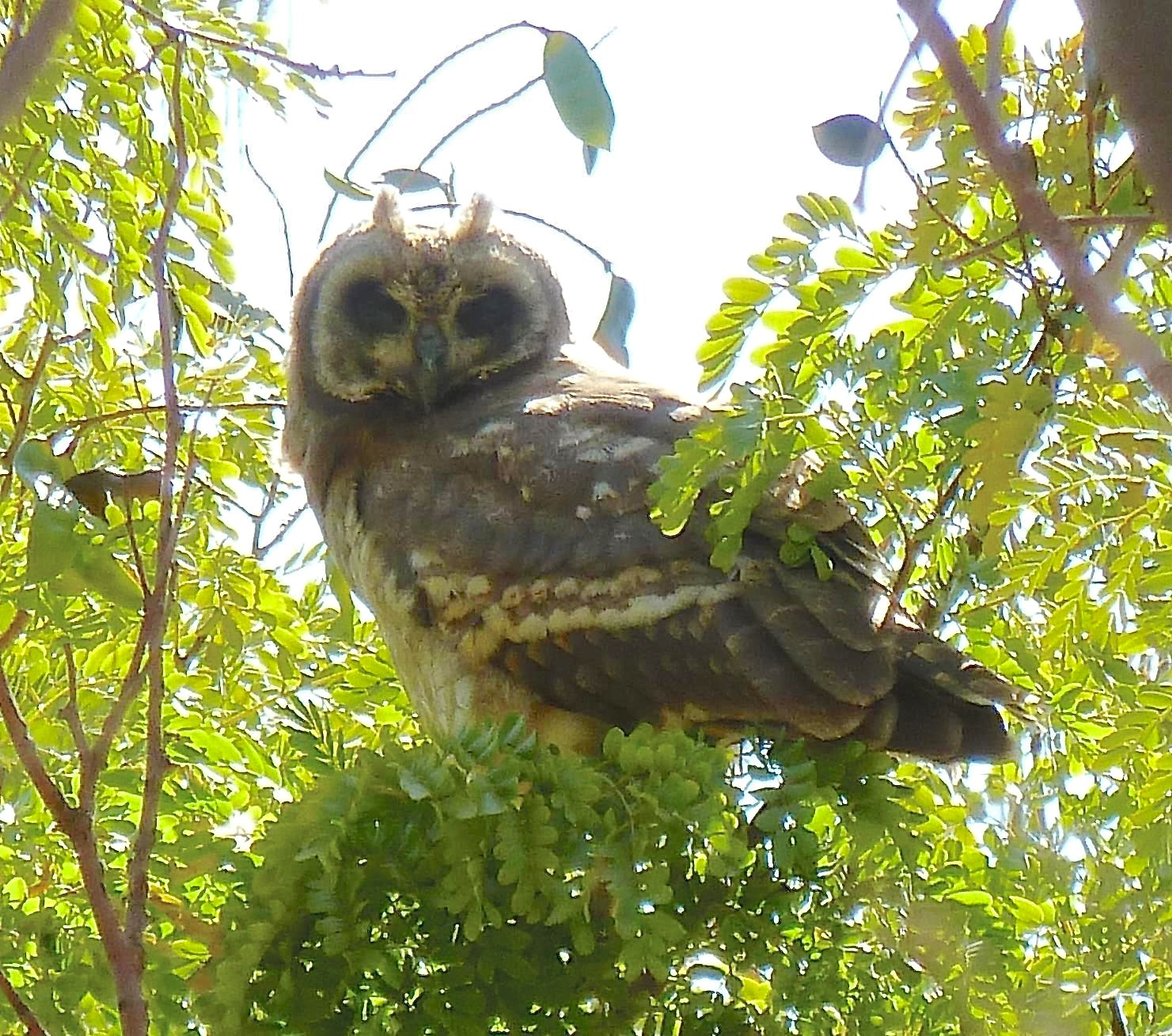
بومة المستنقعات في ضواحي بريتوريا

بومة متوسطة الحجم، ذات لون بُنيّ داكن، وذات وجه يقطيني الشكل مع أذان مُزيفة من الخصل الريشية الصغيرة. قرص الوجه أصفر بُرتقالي شاحب، مع حواف بُنِيّة داكنة مميزة مع بقع برتقالية. توجد منطقة بنية داكنة حول العينين، والتي بدورها أيضًا بنية داكنة. تتميز خصلات الأذن باللون البني الترابي وهي صغيرة جدًا، وغالبًا ما تكون غير مرئية للعيان، وتوجد بالقرب من مركز الجبهة. الذيل بني داكن، مع شرائط صفراء بُرتقالية شاحبة مع طرف أبيض. الرُسغ مُغطى بالريشٍ أصفر بُرتقالي مُسْمر وأصابع القدم مُغطات بريش أصفر بُرتقالي باهت تاركاً الأطراف البنية الداكنة عارية. والبراثن سوداء.
الذكور بصفة عامة أبهت لوناً من الإناث، وهناك بعض الاختلاف في نغمة بعض الأفراد. الطول يتراوح بين 31-38 سم، وطول الجناح الواحد 28.4-38 سم، بالإضافة إلى الذيل 13.2-18.6 سم، والوزن يتراوح بين 225–485 غرام.

## التوزيع والموطن

### التوزيع
بومة المستنقعات لها توزيع مُجَزّأ. وهي شائعة في الأراضي العشبية في جنوب افريقيا، وتوجد في المناطق الشمالية من جنوب إفريقيا وصولًا إلى مقاطعة الكاب الشرقية. توجد أيضًا في زيمبابوي، على هضبة ماشونالاند، وبوتسوانا، في منخفض بحيرة ماكجاديكادي في بوتسوانا.
كما تم توثيقها في السهول الفيضية على الساحل الناميبي وفي جمهرات معزولة في المغرب ومدغشقر.

### الموطن
الموائل المفضلة لبومة المستنقعات هي الأراضي العشبية المفتوحة والمستنقعات والأحراج الصغيرة، عادةً قرب البُحيرات الضحلة أو السدود. بومة المستنقعات تفضل التعشيش على الأرض. كما لوحظ أنها تغادر مناطق مُعينة خلال مواسم الجفاف. تميل موائلها إلى أن تكون عُرضة للتدمير بسبب الزراعة أو الرعي الجائر.